# Estátua da Liberdade (Praia da Vitória)

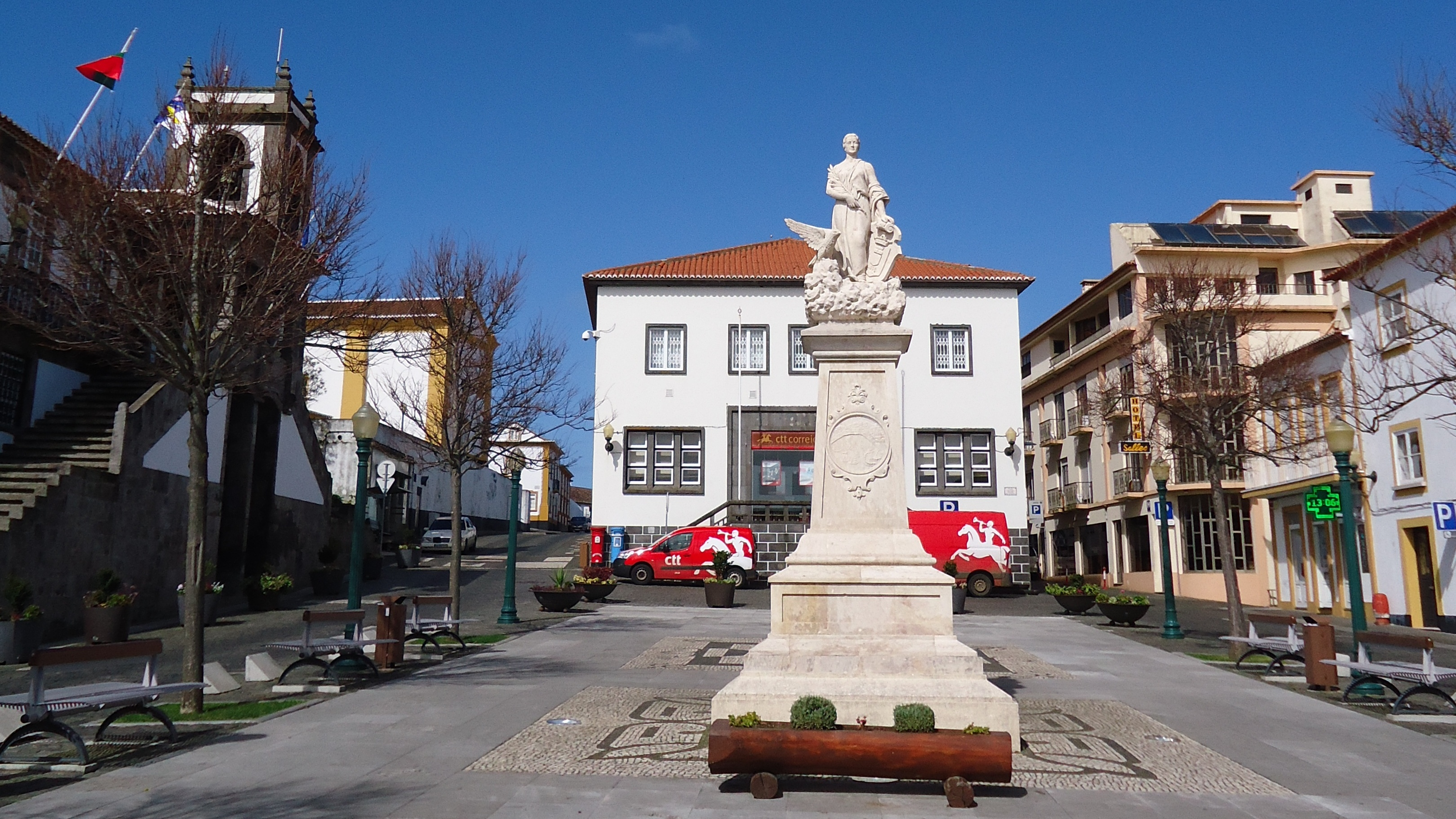
Homenagem aos heróis da Batalha da Praia (1829)

A Estátua da Liberdade (Praia da Vitória) localiza-se na freguesia de Santa Cruz, município da Praia da Vitória, ilha Terceira, Região Autónoma dos Açores, em Portugal.
O monumento, em homenagem  aos heróis da Batalha da Praia da Vitória (11 de agosto de 1829), ergue-se no centro da Praça Francisco Ornelas da Câmara.